# Jean de Saint-Omer
Jean de Saint-Omer est maréchal et baron d'un tiers d'Akova dans la principauté d'Achaïe.

## Biographie
Il est fils cadet de Bela de Saint-Omer et de Bonne de la Roche, sœur du seigneur d'Athènes et de Thèbes, Guy Ier de la Roche. Lors de leur mariage, en 1240, Guy accorde à Bela le contrôle de la moitié de la seigneurie de Thèbes,. Jean participe, avec ses frères Nicolas II et Othon, à la guerre de succession eubéenne dans les rangs de la coalition formée par la plupart des princes de la Grèce franque, qui s'opposent à la politique expansionniste menée par le prince d'Achaïe, Guillaume II de Villehardouin,.
Jean épouse Marguerite de Passavant en 1276, mais ne parvient pas à lui assurer l'héritage de la baronnie d'Akova, dans la principauté d'Achaïe, que le prince s'approprie après la mort du baron Gauthier de Rosières. Malgré le soutien de son frère Nicolas, il ne réussit à recevoir qu'un tiers de la baronnie (huit fiefs), ainsi que le titre de maréchal héréditaire de la Principauté,.
De son mariage, il a un fils, Nicolas III de Saint-Omer,.